# Garvo Allio
I Garvo Allio o Garovaglio furono una famiglia della val d'Intelvi che diedero alcune personalità al mondo dell'arte secentesco.

## Storia
Trassero origine dall'unione, a metà Cinquecento, tra Simone Garvo di Bissone e Simona Allio di Scaria. Dal matrimonio nacquero Girolamo, Tommaso e Donato.
Girolamo fu architetto e ingegnere e lavorò a Roma dove morì nel 1608. Sposò Marta Maderno, sorella del noto Carlo, e ne ebbe diversi figli fra cui il notaio Santino, suocero dello stuccatore Domenico Carlone, e Cecilia, sposata al lapicida Leone di Tommaso Garvo (membro della medesima famiglia bissonese). Probabilmente la sua attività si concentrò principalmente nei numerosi cantieri romani diretti da Domenico e Giovanni Fontana e poi da Carlo Maderno; nel 1596, inoltre, si occupò della regolazione del fiume Velino presso Terni. Verosimilmente discesero da Girolamo anche l'ingegnere Michel Angelo Garove, attivo in Piemonte, e un omonimo scultore che collaborò con Bernardo Falcone.
Tommaso, che si spostò poi a Mendrisio, fu una personalità facoltosa, probabilmente impegnata nel commercio dei marmi in società con il genovese Giovanni Orsolino (che ne divenne genero). Suoi figli furono: Simone, che abbracciò la vita religiosa; Francesco, mercante attivo a Roma tra il 1615 e il 1624; Domenico, notaio. Da quest'ultimo nacquero Matteo e Tommaso, entrambi scultori attivi principalmente in Liguria e in Veneto. Figlio del secondo fu un altro Domenico che seguì le orme del padre lavorando a Verona e, forse, a Bolzano.
I discendenti di Tommaso di Simone continuarono a mantenere interessi e beni attorno a Bissone anche nei secoli successivi. A cavallo tra Sette e Ottocento membri di questo ramo (detti Garovaglio) si ritrovano a Como e a Milano, pur non rinunciando ai legami con la Svizzera.